# Mille miliardi di dollari
Mille miliardi di dollari (Mille milliards de dollars) è un film del 1982 diretto da Henri Verneuil.